# Klooster van Montserrat

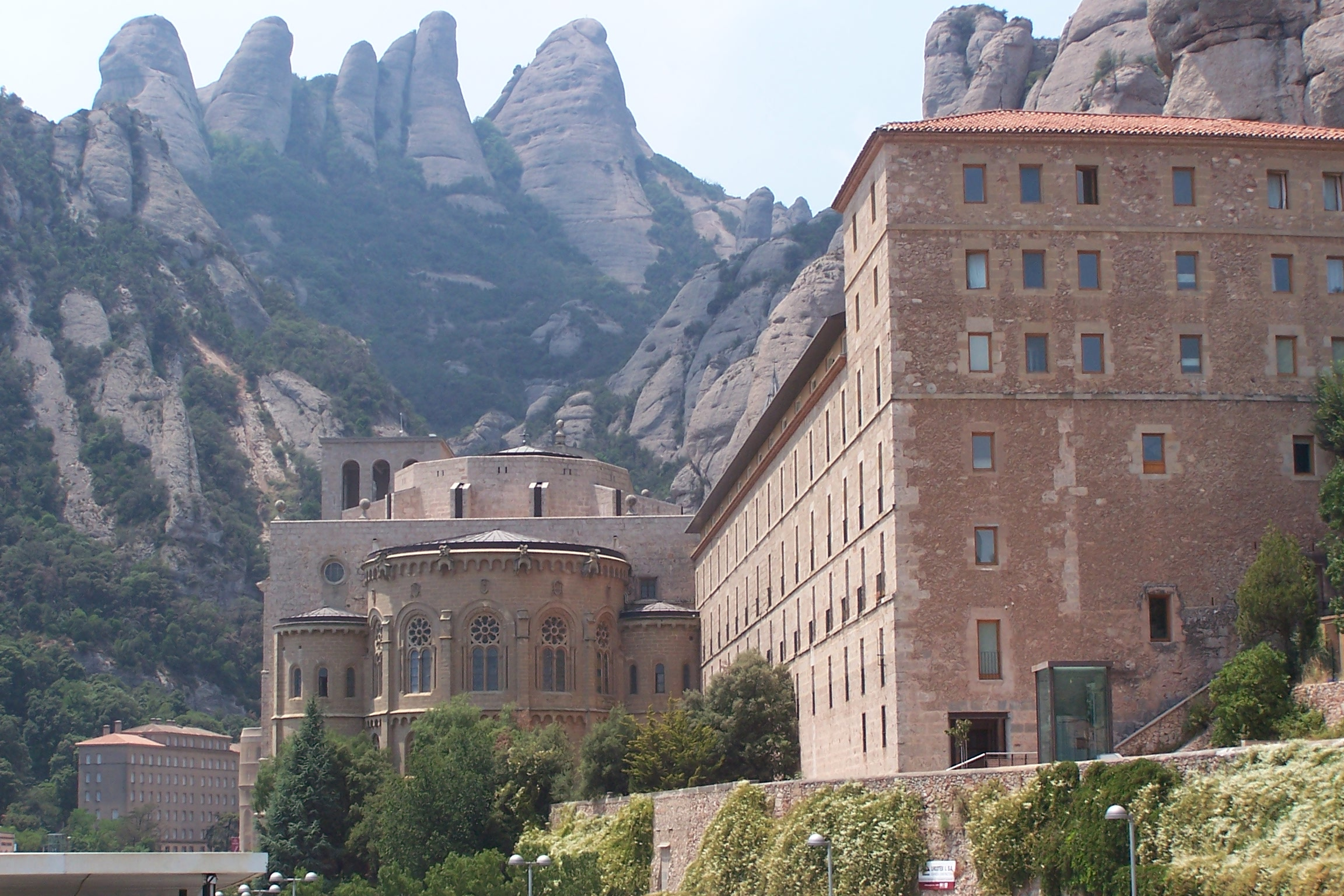
Het klooster van Montserrat

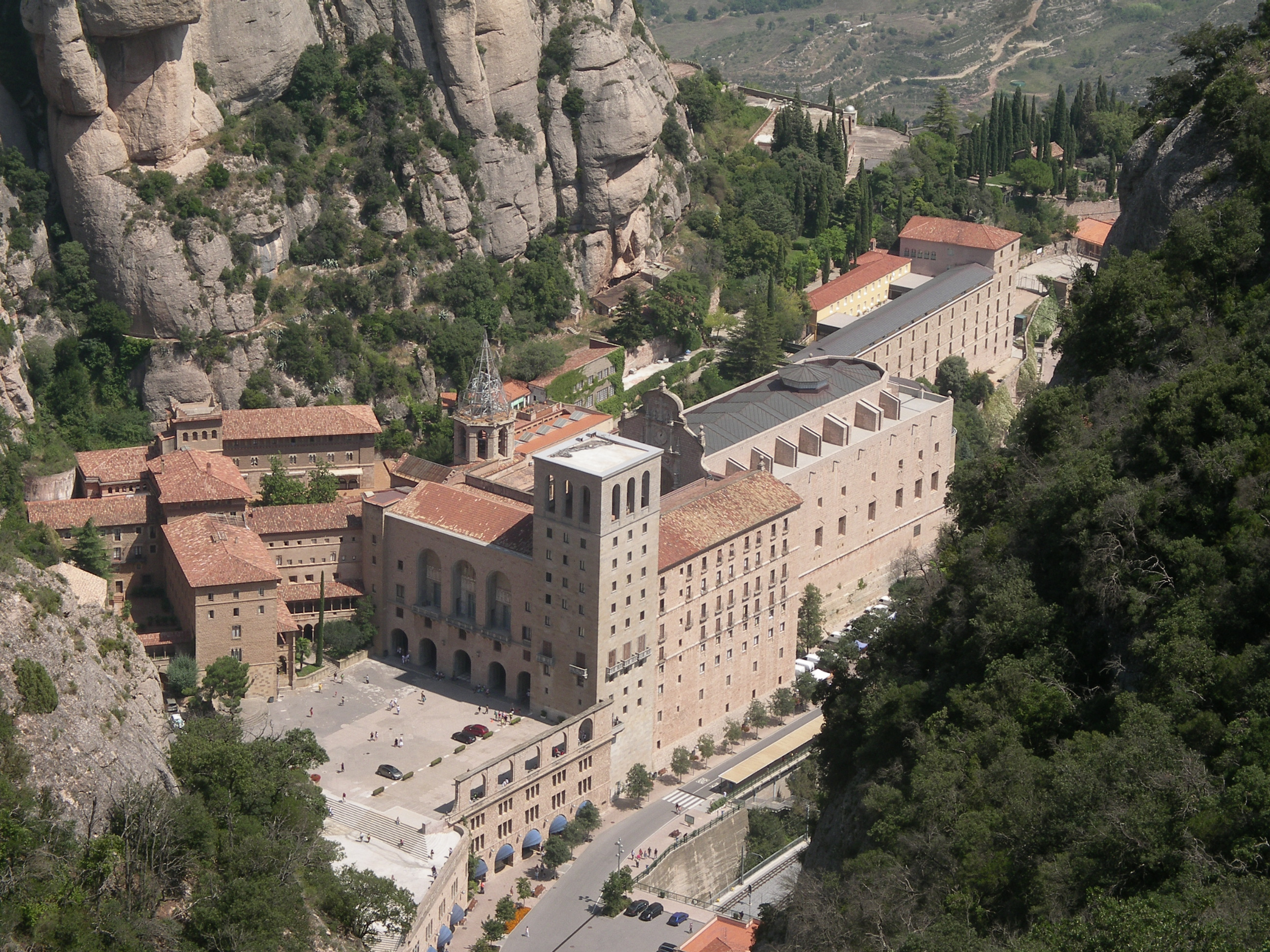
Het klooster van Montserrat vanuit de hoogte

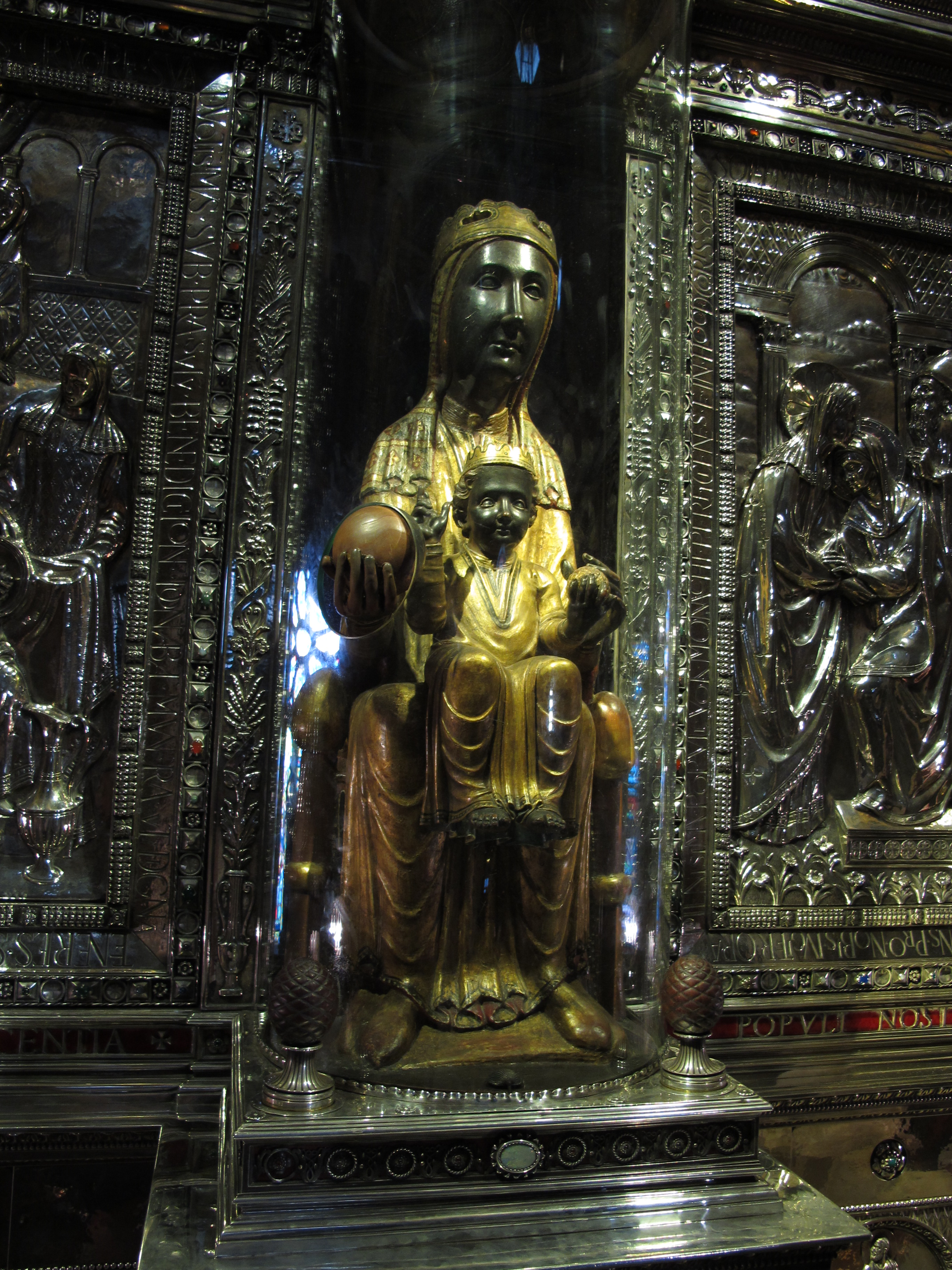
OLV van Montserrat, een pauselijk gekroonde Sedes sapientiae

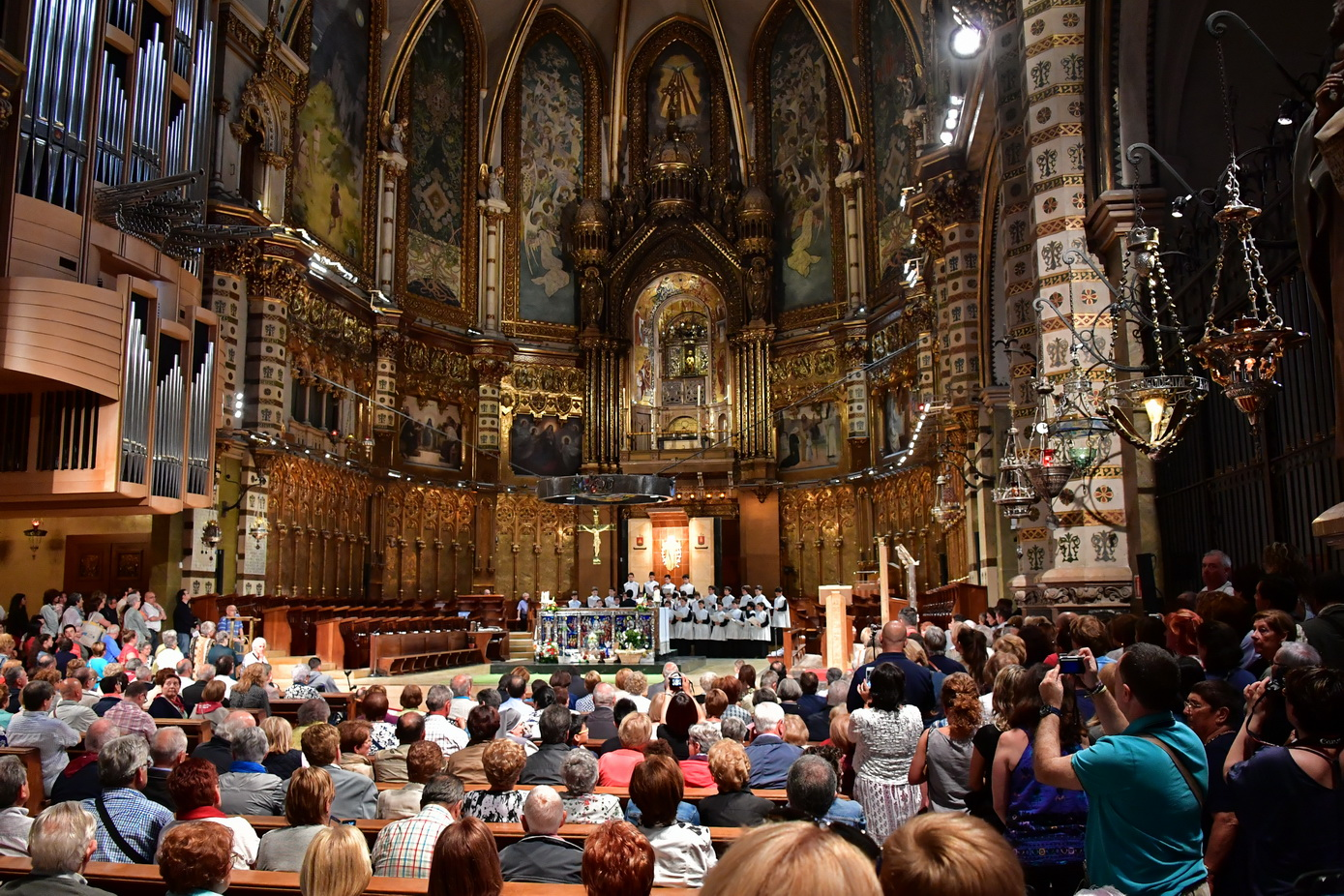
Interieur van de basiliek

Het klooster van Montserrat (Catalaans: monestir de Montserrat) is een benedictijnenabdij in Catalonië. Het bevindt zich op een hoogte van 720 meter aan de oostzijde van de berg Montserrat in de gemeente Monistrol de Montserrat. 
Het staat bekend als een katholiek bedevaartsoord ter ere van de Zwarte Madonna van Montserrat. 
De abdijbibliotheek is vermaard voor zijn waardevolle manuscriptenverzameling, waaronder het Llibre Vermell, uit het einde van de 14e eeuw. 
Het klooster is tevens een toeristische attractie. In nabij gelegen historische gebouwen zijn horeca-gelegenheden gevestigd.

## Geschiedenis
De oorsprong van het klooster is niet goed bekend. Volgens een legende zagen enkele pastoors op een zaterdagmiddag in het jaar 880 een sterk licht neerdalen uit de hemel, vergezeld door een mooi lied. De zaterdag erop herhaalde dit visioen zich. De vier volgende zaterdagen vergezelde de burgemeester van Olesa de pastoors en hij nam hetzelfde waar. Oorspronkelijk was het een priorij afhankelijk van de Abdij van Ripoll, die dankzij het diplomatische talent van Marc van Vilalba omstreeks 1410 door paus Benedictus XIII tot een volwaardige abdij, onafhankelijk van het moederklooster werd verheven.
Toen de bisschop hier notie van kreeg, organiseerde hij een bezoek aan de berg waarbij een grot gevonden werd, waarin een schilderij van de heilige Maagd verscheen. Toen men dit schilderij wilde transporteren naar Manresa, bleek het te zwaar en konden ze het niet bewegen. De bisschop veronderstelde dat het de wens van de Maagd was op de berg te blijven en hij liet een kapel bouwen.
In 1011 beklom een monnik van het klooster in Ripoll de berg om er een heilige plaats te stichten. Hij stuitte hierbij op de kapel uit 880 ter ere van de Maagd Maria. Dat vormde het begin van een touwtrekken van de verschillende heersers van Catalonië. Omdat geen van de omliggende heersers de berg en het heiligdom wilde opgeven, werd er hevig strijd gevoerd om de berg en zijn heilige status.
Toen in 1493 het beheer over Montserrat door Ferdinand II in Castiliaanse handen viel, besloot een lid van het klooster Christoffel Columbus te vergezellen op zijn tochten naar de West om de heilige status van de Montserrat te verspreiden. Toen Columbus dat jaar een Caribisch eiland  ontdekte, noemde hij het Montserrat, naar de bijzondere berg uit zijn thuisland.
In 1925 werd het klooster geheel gerenoveerd door Josep Puig i Cadafalch. Het klooster heeft een belangrijke rol gespeeld in de Catalaanse beweging, vooral in de periode van de franquistische dictatuur (1939-1975). Ofschoon het klooster het Catalaans ondanks het verbod bleef gebruiken in de eredienst en in wetenschappelijke publicaties bleef publiceren in het verboden Catalaans, durfde de bijgelovige Franco niet optreden tegen deze burcht van verzet.

## Toegang
Het klooster is vanuit Barcelona eenvoudig te bereiken  met treinen van de FGC. Vanaf FGC-station Monistrol de Montserrat loopt de Cremallera de Montserrat, een tandradspoorweg. Verreweg de snelste manier om boven te komen is door middel van de kabelbaan van Montserrat, die vertrekt vanaf het station Aeri de Montserrat, aan dezelfde spoorlijn van de FGC. Het kan met de auto bereikt worden over de Carretera de Montserrat.

## Escolania
De Escolania de Montserrat (School van Montserrat) is het jongenskoor van sopranen en alten, dat sinds de 13e eeuw de kerkelijke vieringen opluistert met geestelijke liederen. Beroemd is de Virolai, een Catalaanse hymne ter ere van Santa Maria de Montserrat. In de loop van de eeuwen is hun repertoire aangegroeid met oude Catalaanse volksliederen. De jongens dragen traditionele kledij: de saya en het roquete. In het voorjaar van 2023 besloot de Benedictijner Orde om met ingang van het schooljaar 2023/24 naast het jongenskoor ook een gemengd koor op te richten.